# 존 테리 (배우)
존 테리(John Terry, 1950년 1월 25일 ~ )는 미국의 배우이다.

## 출연 작품
- 늑대개
- 로스트
- 설원의 월